# 羅素·漢弗萊斯
羅素·漢弗萊斯（英語：Russell Humphreys，1942年2月2日—），美國年輕地球創造論者。1994年，羅素·漢弗萊斯提出了「白洞宇宙學」假說，聲稱宇宙在不到一萬年前從一個白洞中膨脹而來；聲稱宇宙的年齡是虛幻的，是相對論效應的結果。漢弗萊斯的宇宙學受到「創世紀答案」等創造論組織的支持；然而，由於它的預測與目前的觀察相衝突，它並未被科學界接受。